# Tirol (Tirol del Sud)
|  | Per a altres significats, vegeu «Tirol (desambiguació)». |

Tirol (italià Tirolo) és un municipi italià, dins de la província autònoma de Tirol del Sud. És un dels municipis del districte de Burggrafenamt. L'any 2007 tenia 2.380 habitants. Comprèn la fracció de St. Peter (San Pietro). Limita amb els municipis de Kuens (Caines), Algund (Lagundo), Meran (Merano), Moos in Passeier (Moso in Passiria), Partschins (Parcines), Riffian (Rifiano), i Schenna (Scena).

## Situació lingüística
| Pertinença lingüística (cens 2001) | 97,69% alemany |
| Pertinença lingüística (cens 2001) | 2,13% italià   |
| Pertinença lingüística (cens 2001) | 0,18% ladí     |

## Administració

Territori comunal

| Període | Identitat      | Partit |
| ------- | -------------- | ------ |
| 2004-   | Ignaz Ladurner | SVP    |